# Спрингвил (Јута)
Спрингвил (енгл. Springville) град је у америчкој савезној држави Јута.

## Демографија
По попису из 2010. године број становника је 29.466, што је 9.042 (44,3%) становника више него 2000. године.
| Група             | 2000.          | 2010.          |
| Белци             | 18.932 (92,7%) | 24.885 (84,5%) |
| Афроамериканци    | 22 (0,1%)      | 129 (0,4%)     |
| Азијати           | 72 (0,4%)      | 179 (0,6%)     |
| Хиспаноамериканци | 975 (4,8%)     | 3.482 (11,8%)  |
| Укупно            | 20.424         | 29.466         |